# Renee Dwyer
Renee Swan-Dwyer es un personaje de la saga Crepúsculo. Es un personaje secundario que aparece en todos los libros. Es la madre de la protagonista, Bella Swan. Su nombre completo es Renee Higginbotham Dwyer, es humana y su lugar de origen es Phoenix, Arizona. Nació en 1968.

## Aspecto físico
Reneé es alta, con el pelo café y ojos azules y de piel clara porque tiene sangre albina. Es descrita como una persona parecida a Bella, pero con el pelo corto y algunas líneas de expresión.

## Historia
Se casó con Charlie Swan en 1987. En septiembre de ese año nació Bella, su hija. Charlie y Renee se divorciaron poco después del nacimiento de Bella, en 1988 Renee y Bella se mudaron a Riverside, California. Pasaron 5 años y se volvieron a mudar, esta vez a Phoenix, Arizona, donde fue una profesora de guardería. Más o menos en el 2004, Phil y ella se conocieron, se enamoraron y finalmente se casaron. Phill (jugador de béisbol profesional en la liga menor) tenía que trabajar fuera, y ella se quedaba con Bella. Bella se muda a Forks, a casa de su padre, Charlie Swan, debido a que Phil viajaba mucho y Bella se sentía culpable porque Renee no podía ir con él por quedarse con Bella, y se fue con la excusa de mejorar su relación inexistente. Bella solo conocía a su padre de verlo dos semanas en verano, así que era prácticamente un desconocido para ella.
El personaje de Renée es alguien con una mente suspicaz con un toque infantil, bastante olvidadiza y un "espíritu libre". Al hablar de ella Bella dice que "no puede arreglárselas sola" y que "cambia de religión tanto como de hobbie". Bella también dice que ella era más responsable que su madre y que su madre bromeaba con que "había nacido con 35 años y no hacía nada más que madurar".
En Amanecer cuando Bella le pregunta extrañada si iba a decir que la boda era un capricho adolescente, Reneé contesta "Cariño, tu nunca has sido una adolescente. Siempre has sabido lo que te conviene;mi niña de mente madura".